# Litevská fotbalová reprezentace
Litevská fotbalová reprezentace reprezentuje Litvu na mezinárodních fotbalových akcích, jako je mistrovství světa nebo mistrovství Evropy, avšak na žádný závěrečný turnaj se zatím neprobojovala. Existence litevského národního týmu se dá rozdělit do dvou etap – předválečné v letech 1923 až 1940 a novodobé po roce 1991, kdy Litva znovuzískala nezávislost na SSSR.

## Mistrovství světa
| Rok                                       | Účast                                           | Soupisky |
| ----------------------------------------- | ----------------------------------------------- | -------- |
| 1930                                      | Ne                                              | –        |
| 1934                                      | Nepostoupili z kvalifikace                      | –        |
| 1938                                      | Nepostoupili z kvalifikace                      | –        |
| V letech 1940 až 1991 Litva součástí SSSR |                                                 |          |
| 1994                                      | Nepostoupili z kvalifikace                      | –        |
| 1998                                      | Nepostoupili z kvalifikace                      | –        |
| 2002                                      | Nepostoupili z kvalifikace                      | –        |
| 2006                                      | Nepostoupili z kvalifikace                      | –        |
| 2010                                      | Nepostoupili z kvalifikace                      | –        |
| 2014                                      | Nepostoupili z kvalifikace                      | –        |
| 2018                                      | Nepostoupili z kvalifikace                      | –        |
| 2022                                      | Nepostoupili z kvalifikace                      | –        |
| Celkem                                    | Účast – 0× Zlato – 0×, Stříbro – 0×, Bronz – 0× |          |

## Mistrovství Evropy
| Rok     | Účast                                           | Soupisky |
| ------- | ----------------------------------------------- | -------- |
| 1996    | Nepostoupili z kvalifikace                      | –        |
| 2000    | Nepostoupili z kvalifikace                      | –        |
| 2004    | Nepostoupili z kvalifikace                      | –        |
| 2008    | Nepostoupili z kvalifikace                      | –        |
| 2012    | Nepostoupili z kvalifikace                      | –        |
| 2016    | Nepostoupili z kvalifikace                      | –        |
| ME 2020 | Nepostoupili z kvalifikace                      | –        |
| 2024    | Nepostoupili z kvalifikace                      | –        |
| Celkem  | Účast – 0× Zlato – 0×, Stříbro – 0×, Bronz – 0× |          |

## Olympijské hry
- Zlato – 0
- Stříbro – 0
- Bronz – 0